# Antonio Ferreira (acteur)
 (décembre 2020).
Pour les articles homonymes, voir Ferreira et Antonio Ferreira.
Antonio Ferreira est un acteur français, d'origine portugaise.

## Filmographie
- 1999 : Une journée de merde de Miguel Courtois
- 2001 : Un ange de Miguel Courtois
- 2001 : Gagner la vie de João Canijo : Manuel
- 2002 : Féroce de Gilles de Maistre
- 2002 : La Sirène rouge d'Olivier Megaton
- 2006 : El Lobo de Miguel Courtois
- 2008 : Skate or Die de Miguel Courtois
- 2008 : GAL de Miguel Courtois
- 2011 : Le Piège afghan de Miguel Courtois (téléfilm)
- 2011 : Une pure affaire d'Alexandre Coffre
- 2012 : Operación E de Miguel Courtois